# Chitoshi Isozaki
Pour les articles homonymes, voir Isozaki.
Chitoshi Isozaki (磯崎 千利, Isozaki Chitoshi, 12 janvier 1913 - 20 juin 1993) est un officier et pilote de chasse de la marine impériale japonaise (IJN) au cours de la guerre sino-japonaise (1937-1945) et de la guerre du Pacifique.

## Biographie
En combats aériens au-dessus de la Chine, du Pacifique et du Japon, Chitoshi Isozaki est officiellement crédité de la destruction de douze avions ennemis. 
Isozaki a survécu à la Seconde Guerre mondiale.

## Sources
- (en) Ikuhiko Hata et Yasuho Izawa (trad. Don Cyril Gorham), Japanese Naval Aces and Fighter Units in World War II, Annapolis (Maryland), Naval Institute Press, 1989 (réimpr. 1975 (original) 1989 (translation)), 442 p. (ISBN 978-0-87021-315-1 et 0-87021-315-6)
- (en) Henry Sakaida, Aces of the Rising Sun, 1937–1945, Great Britain, Osprey Publishing, 2002, 208 p. (ISBN 1-84176-618-6)

## Source de la traduction
- (en) Cet article est partiellement ou en totalité issu de l’article de Wikipédia en anglais intitulé « Chitoshi Isozaki » (voir la liste des auteurs).